# إلسبيث باركر
إلسبيث باركر (بالإنجليزية: Elspeth Barker)‏ (1940)؛ صحفية وروائية بريطانية.